# Beheren
Beheren of beheer is in Nederland en het Nederlands sprekende deel van België het "onder de hoede hebben" van een of meer goederen of rechten en daar de zorg en verantwoordelijkheid voor dragen. In het Nederlands recht zijn voor verschillende situaties definities of omschrijvingen gegeven van activiteiten die onder het begrip beheer vallen, van belang bij bijvoorbeeld bewindvoering, het werk van een executeur voor een nalatenschap, het gezamenlijk beheer van een gemeenschap van goederen of van de gezamenlijke eigendom van een Vereniging van Eigenaars uit het Appartementsrecht.
Beheren kan over veel verschillende zaken in uiteenlopende vakgebieden gaan. Bijvoorbeeld bij vruchtgebruik, de schatkist van de overheid, vastgoed, een computernetwerk, wagenpark of een sportcomplex. En ook het (rail)infrabeheer uitgevoerd door NS aan het spoor, beheer van de levende have in een dierentuin of het beheer van de balans bij een onderneming.

## Beheer in het Nederlands recht
In het Nederlands recht bestaan verschillende situaties waar gesproken wordt van beheer en waar de wet en de rechtspraak daar regels en normen voor geven. In het algemeen gaat het om de toegestane handelingen van een deelgenoot ten behoeve van gemeenschappelijke goederen, als bijvoorbeeld in artikel 170 van Boek 3 BW en artikel 1676 van Boek 7A BW. Hoofdregel is dat de deelgenoten in beginsel alleen gezamenlijk, door besluitvorming in unanimiteit, over de goederen en rechten in de gemeenschap mogen beschikken maar dat elke deelgenoot zelfstandig handelingen mag verrichten voor het beheer en handelingen die geen uitsel kunnen leiden. Ook bij de rechstfiguur vertegenwoordiging komt het begrip voor, bijvoorbeeld bij de bijzondere volmacht, waar is geregeld dat als deze voor een bepaald doel is verleend, de volmacht zich uitstrekt tot alle daden van beheer en van beschikking die dienstig kunnen zijn tot het bereiken van dit doel (art. 3:62 lid 2 BW).

### Rechtspersonenrecht
Rechtspersonen moeten worden bestuurd, beheer maakt daar deel  van uit. Bij ondernemingen is de hoofdregel dat bestuurders zich bij de vervulling van hun taak richten naar het belang van de vennootschap en de met haar verbonden onderneming (2:129 jo. 239 lid 5 BW). Wetgever zei hierover bij de parlementaire behandeling van het wetsontwerp, dat in een onderneming de belangen van kapitaalverschaffers, werknemers, crediteuren en andere contractspartijen samenkomen. Het bestuur en de raad van commissarissen van een naamloze of besloten vennootschap hebben op grond van de wet de opdracht om zich te richten naar het belang van de vennootschap en de daarmee verbonden onderneming. Zij moeten de verschillende belangen behoorlijk afwegen bij de vervulling van hun taak. In de regel moeten zij zich richten op de continuïteit van de onderneming voor de langere termijn. Het voortbestaan van ondernemingen en een goed en verantwoord bestuur van ondernemingen is van groot belang voor het welzijn van burgers en instellingen, bijvoorbeeld omdat zij in ondernemingen beleggen of doordat ondernemingsactiviteiten invloed hebben op het leefmilieu. Voorbeelden uit de Nederlandse samenleving zijn de belangen van de bedrijfsvoering van Tata Steel of Chemours en die van omwonenden in Wijk aan Zee en Dordrecht.
Er mag niet worden deelgenomen aan besluitvorming als een eigen belang van een bestuurder tegenstrijdig is of kan zijn, met het belang van de rechtspersoon.

### Vermogensrecht
In het vermogensrecht, waaronder ook het erfrecht valt, is de hoofdregel voor het beheer gegeven in artikel 170 van Boek 3 Burgerlijk Wetboek:

Handelingen dienende tot gewoon onderhoud of tot behoud van een gemeenschappelijk goed, en in het algemeen handelingen die geen uitstel kunnen lijden, kunnen door ieder der deelgenoten zo nodig zelfstandig worden verricht. Ieder van hen is bevoegd ten behoeve van de gemeenschap verjaring te stuiten.

### Vennootschapsrecht

#### Maatschap
Het vennootschapsrecht voor de maatschap kent regels van aanvullend recht in artikel 1676 van Boek 7A BW met als hoofdregel dat de vennoten elkaar over een weer de macht hebben verleend om voor elkaar te beheren en dat wat ieder van de vennoten verricht verbindend is voor de overige vennoten, ook als er geen toestemming voor is gegeven. Wel kan een vennoot zich tegen een handeling van de ander verzetten zolang deze nog niet is afgesloten. Iedere vennoot mag gebruik maken van de maatschapsgoederen, mits hij deze op een manier gebruikt waartoe ze gewoonlijk bestemd zijn en het de andere vennoten niet onmogelijk wordt gemaakt de goederen te gebruiken. Iedere vennoot heeft de bevoegdheid om de overige vennoten te verplichten in de onkosten te dragen, welke tot behoud van de aan de maatschap behorende goederen noodzakelijk zijn. Vennoten mogen niet zonder toestemming van de anderen nieuwigheden daarstellen ten aanzien van de onroerende zaken die tot de maatschap behoren, ook al meent de vennoot daarmee in het voordeel van de maatschap te handelen.

#### Commanditaire vennootschap
Het recht voor de commanditaire vennootschap bevat de regel dat een commandiet op straffe van persoonlijke aansprakelijkheid geen daden van beheer mag verrichten of in de zaken van de vennootschap werkzaam mag zijn (art. 20 lid 2 jo. art. 21 van het Wetboek van Koophandel (WvK). Er bestaat van oudsher onduidelijkheid over de vraag welke gedragingen van de commandiet als beheersdaad moeten worden aangemerkt. Een van de twistpunten is of het bij verboden beheersdaden alleen gaat om optreden waarvan naar buiten toe blijkt, of strekt het beheersverbod zich ook uit tot vergaande beleidsbemoeienis van een commandiet binnen de vennootschap, die de besluitvorming naar zijn hand zet. Bij de regeringbestaat het voornemen de wetgeving aan te passen en het beheersverbod af te schaffen.
Het Belgisch strafrecht stelt misbruik van vennootschapsgoederen als een misdrijf onder straf. Dat doet zich voor wanneer een bestuurder of zaakvoerder van een vennootschap of vereniging zonder winstoogmerk (vzw) goederen van de vennootschap of vzw aanwendt voor persoonlijke doeleinden, terwijl dit in het nadeel was van de rechtspersoon en diens schuldeisers.

### Bewind
Bij de rechtsfiguur bewind krijgt een bewindvoerder de bevoegdheid om in plaats van de rechthebbende(n) het beheer over onder bewind gestelde goederen te voeren, werkzaamheden in dat kader kunnen, afhankelijk van de  bewindsvorm, worden vergoed. Er is geen algemene regeling voor bewind, in meerdere wetten zijn verschillende regelingen opgenomen,  toegeschreven op een specifieke situatie. Bij geen van deze regelingen is omschreven wat onder beheer moet worden verstaan en dus ook niet welke werkzaamheden en rechtshandelingen de bewindvoerder precies mag en moet verrichten en vergoed kan krijgen.

### Vereniging van Eigenaars
Ieder gebouw met meerdere appartementen, waarvan een of meer (rechts)personen eigenaar zijn, heeft op grond van de regels rond het appartementsrecht verplicht een vereniging van eigenaren (vve), die onder meer verantwoordelijk is voor het onderhoud van het gebouw. De eigenaren van de appartementsrechten kunnen dat zelf doen, maar het wordt ook uitbesteed. Net als bij het beheer van een nalatenschap door een professioneel executeur, gelden voor deze beheerder geen kwaliteitseisen en is het geen beschermd beroep. Er gaan stemmen op daar verandering in te brengen.

#### Jurisprudentie
De Nederlandse hoogste rechter, de Hoge Raad, bepaalde in 2012 dat werkzaamheden worden vergoed die onder een gewone beheersdaad zijn te brengen. De aankoop van boekhoudsoftware, waar het in deze zaak om draaide (ter waarde van € 180,00) valt daar volgens de Hoge Raad niet onder. Het sluiten van de overeenkomsten met betrekking tot de applicatie valt buiten de grenzen van een normale exploitatie van de onder bewind gestelde goederen en daarmee buiten het in art. 1:438 lid 1 BW bedoelde bewind, terwijl op dezelfde gronden ook niet gesproken kan worden van een "gewone beheersdaad" die de bewindvoerder ingevolge art. 1:441 lid 2, aanhef en onder a, BW, zonder toestemming van de rechthebbende mocht verrichten. Aldus de rechter.

## Beheren van vastgoed
Beheren van Vastgoed is het hebben van de zorg en verantwoordelijkheid over ....
Men kan het beheer hebben over:
- een complex van gebouwen, terreinen en de daarbij behorende gebouwgebonden installaties (bijvoorbeeld Schiphol);
- een gebouw met het terrein en de gebouwgebonden installaties (een ziekenhuis of een school);
- gebouw(onder)delen (bijvoorbeeld een bibliotheek in een winkelcentrum);
- afdelingen van of in een gebouw (bijvoorbeeld een cellencomplex in een politiebureau);
- technische onderdelen van een gebouw (bijvoorbeeld de lift in een woongebouw).

Het doel van het beheer is "daar waar men verantwoordelijk voor is (brengen naar en) behouden in een bruikbare staat". De beheerder (die het beheer uitvoert) kan een vaste medewerker zijn van de eigenaar van het vastgoed, een medewerker van de gebruiker of een door een willekeurige partij ingehuurde derde. Het beheer vindt plaats 24 uur per dag en 7 dagen in de week. Dit mede in verband met de mogelijkheden van brand(stichting), vandalisme en ongelukken in en om het vastgoed.

### Onderhoud
Een van de onderdelen van het beheer is toezien op de onderhoudsstaat van het gebouw, de onderdelen van het gebouw zoals de gebouwgebonden installatie en alle zaken die tot het gebouw behoren en onderhoud nodig hebben. Dit wordt in de volksmond ook wel het onderhoud genoemd.
Tot het taakgebied van het onderhoud behoren:
- toezien op de naleving van het Bouwbesluit, de gebruiksvergunning en aan de vergunning gekoppelde verplichtingen;
- toezien op de naleving van een meerjarenonderhoudsplanning (MOP);
- toezien op de uitvoering van onderhoudswerkzaamheden van eenvoudige aard;
- toezien op of vragen om begeleiding van complexere of lastigere onderhoudszaken;
- toezien op de inspecties en controles ten aanzien van de onderhoudsstaat, in het algemeen, specifiek voor de leerjaren planningen en specifiek voor de oplevering van uitgevoerde onderhoudswerken.

Bij de inspecties kan de beheerder gebruikmaken van traditionele opnamemethodes en inspectierapportages. Sinds 2009 bestaat ook de mogelijkheid om de inspecties uit te laten voeren door een gecertificeerde inspecteur. Deze hanteert de methode van de conditiemeting volgens de NEN-2767 (NEN 2767). Bij de inspecties kan de beheerder ook andere aspecten dan alleen het onderhoud in de vraagstelling aan de inspecteur meenemen. Dan wordt er geïnspecteerd volgens de RgdBOEI® methode.
Beheer wordt uitgevoerd namens een eigenaar. Deze blijft te allen tijde eindverantwoordelijk en bepaalt of er wel of niet een (MOP) gemaakt wordt, of er periodieke inspecties plaatsvinden, of onderhoud uitgevoerd wordt. De eigenaar is immers diegene die betaalt en door derden aangesproken kan worden op bijvoorbeeld achterstallig onderhoud.

### Andere beheeraspecten in het kader van het vastgoed
Andere beheeraspecten die binnen het takenpakket van de beheerder vallen zijn het uitvoeren van, het organiseren van en/of het controleren van:
- toegangscontrole en sleutelbeheer;
- schoonmaak;
- energieverbruik, energiebesparing en duurzaamheid;
- ander voorkomende werkzaamheden die te maken hebben met het gebouw, het gebruik van het gebouw en het toezicht daarop. Hiertoe horen ook:
  - klachten en storingsafhandeling;
  - assistentie bij contractonderhoud aan gebouwgebonden installaties

Naast het beheer van het vastgoed kan de beheerder ook de zorg krijgen over en verantwoordelijk zijn voor zaken die in het gebouw een rol spelen voor de gebruikers, bijvoorbeeld kantoormeubilair, post, catering, schoonmaak interieur.

## Balansbeheer
Onder balansbeheer, internationaal asset and liability management genoemd, wordt verstaan het strategisch beheer van de activa en passiva van een onderneming ten aanzien van rente- en valutarisico, liquiditeit en solvabiliteit.